# Comitato Ricerche Associazione Pionieri
Il Comitato Ricerche Associazione Pionieri (acronimo CRAP), nasce per recuperare il patrimonio disperso del progetto educativo che aveva come riferimento l'Associazione Pionieri Italiani e l'Associazione Falchi Rossi Italiani.

## Storia
Il Comitato Ricerche Associazione Pionieri, fondato a Cantiano il 26 ottobre 2016 è nato con l'idea di raccogliere in una biblioteca – accessibile a storici e appassionati – il materiale, in prevalenza fumetti, prodotti dalle associazioni Falchi Rossi Italiani e Pionieri Italiani. Queste associazioni si rivolgevano ad adolescenti dagli otto ai tredici anni. Inizialmente, la pubblicazione Pioniere è stata il principale obiettivo di ricerca storica.
Sergio Martelli nel 2015 è stato uno dei fondatori e primo presidente onorario dell'associazione.
Non ci volle molto tempo per capire che la rivista Pioniere era preceduta e seguita da altre meno note. Pertanto il comitato ampliò le sue ricerche a quello che oggi è l′archivio storico e centro studi intitolato alla memoria di Dina Rinaldi.

## Finalità
Dallo statuto: «L’Associazione ha per fine la conoscenza, la diffusione e la promozione su tutto il territorio nazionale dei periodici chiamati Pioniere e Il Falco Rosso, della conoscenza, dell’attività dell'Associazione Pionieri Italiani e dell'Associazione Falchi Rossi Italiani, dell’attività educativa sviluppata dall'Associazione Pionieri Italiani e dall'Associazione Falchi Rossi Italiani a livello nazionale e locale negli anni 1950 e 1970.
L'Associazione è impegnata nella ricerca storica e in iniziative culturali tese a promuovere la socialità, la pace, la creatività e il libero pensiero in continuità con i principi cari al giornalino il 'Pioniere'.
.

## AtIività culturali
Essendo stato Gianni Rodari, direttore responsabile del Pioniere e autore in numerose altre riviste di interesse del comitato, numerose attività culturali come mostre, trasmissioni radiofoniche e pubblicazioni, ruotano attorno alla figura di questo autore per l'infanzia.
In questo ambito, il comitato ha promosso, in particolare:
- mostre, sul rapporto tra resistenza e fumetti[3], sulla figura di Gianni Rodari e il Pioniere[4];
- workshop di realizzazione fumetti presso le scuole con il fumettista Sergio Ponchione[5];
- incontri divulgativi presso scuole e biblioteche e associazioni[6][7];
- radio, dal 2017 il comitato e Radio Città Fujiko gestiscono e producono la trasmissione settimanale Fumetti a sinistra: un mondo dentro ai baloon.[8]

## Archivio storico/centro studi ″Dina Rinaldi″
Il comitato ha istituito un archivio storico al fine di conservare la documentazione, sia periodici, sia documenti, possibilmente in formato cartaceo, quando questo non è stato possibile, ha chiesto alle biblioteche competenti, come a privati, l'autorizzazione alla scansione delle stesse al fine di consultazione e studio. Le opere vengono rese disponibili online se in possesso dell'autorizzazione del possessore. Tutti gli altri documenti sono consultabili presso il comitato.
| Titolo                  | Inizio pubblicazioni | Fine pubblicazioni | Periodicità                   | Albi | In possesso    |
| ----------------------- | -------------------- | ------------------ | ----------------------------- | ---- | -------------- |
| Il Moschettiere         | 15 settembre 1946    | 15 giugno 1947     | settimanale, poi quindicinale | 40   | Serie completa |
| Pattuglia               | 30 gennaio 1947      | 28 novembre 1953   | settimanale, poi quindicinale | 256  | 267 albi       |
| Il Pioniere dei Ragazzi | 22 giugno 1947       | 31 agosto 1947     | settimanale, poi quindicinale | 8    | Serie completa |
| Noi Ragazzi             | 4 gennaio 1948       | 6 agosto 1950      | settimanale                   | 134  | 105 albi       |
| Il Falco Rosso          | 1º agosto 1949       | luglio 1950        | mensile                       | 6    | 5 albi         |
| Gioventù Nuova          | agosto 1949          | agosto 1952        | mensile                       | 15   | Serie completa |
| Pioniere                | 3 settembre 1950     | 20 maggio 1962     | settimanale                   | 599  | Serie completa |
| Avanguardia             | 13 dicembre 1953     | 29 luglio 1956     | settimanale                   | —    | Un albo        |
| Il Pioniere dell'Unità  | 13 giugno 1963       | 29 dicembre 1966   | settimanale                   | 183  | 178 albi       |
| Pioniere Noi Donne      | 21 marzo 1967        | 14 marzo 1970      | settimanale                   | 153  | Serie completa |

Oltre all'archivio di questi giornali, il comitato ha raccolto documenti, tesi, libri e materiale di interesse relativo all'Associazione Pionieri Italiani e all'Associazione Falchi Rossi Italiani.

## Pubblicazioni
- Alfredo Pasquali - Chi ha ucciso Cipollino?, Comitato Ricerche Associazione Pionieri, maggio 2020.
- Sergio Martelli e Riccardo Fabio Franchi, Pionieri a Bologna, HITSTUDIO, 2015  ISBN 9788888975061.
- Marco Fincardi, Dorena Caroli, Michela Marchioro, Carlo Pagliarini - Associare i ragazzi, Pendragon, agosto 2021 ISBN 88-3364-370-0
- Catalogo mostra - Anthropocene- 2022 a cura di: CRAP, Fumettomania factory, Radio Città Fujiko, Damslab
- Catalogo mostra - Pinocchio, il burattino senza età- 2024 a cura di : CRAP, Radio Città Fujiko, Centro Studi Vinicio Berti, Associazione Stella Alpina.
- AAVV- Volando Basso- fumetto collettivo 2024 a cura di: CRAP, Associazione sopra i Ponti, CSI Bologna, Radio Città Fujiko.